# Coasina
Coasina est une ancienne piève de Corse. Située dans l'est de l'île, elle relevait de la province d'Aléria sur le plan civil et du diocèse d'Aléria sur le plan religieux.

## Géographie

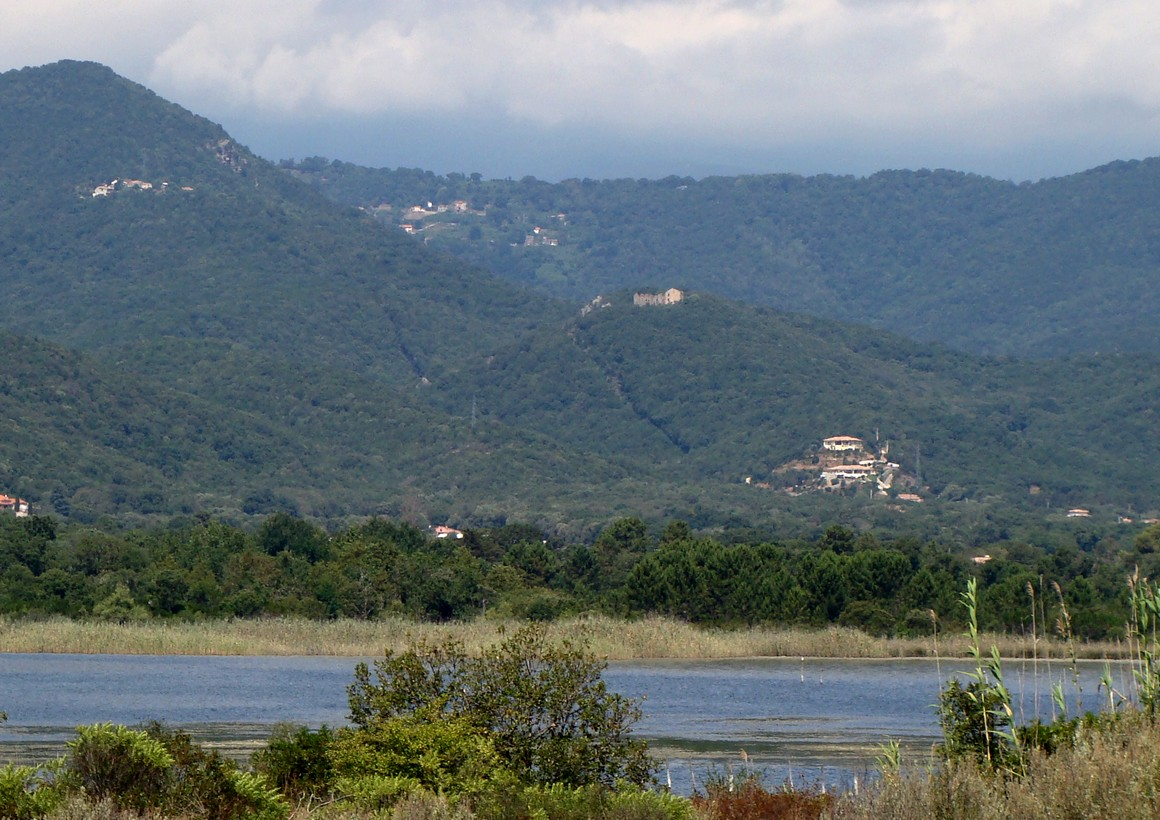
Vue sur le château ruiné de Coasina et le hameau de Piediquercio depuis l'étang de Palo.

### Situation
La piève de Coasina s'étendait à l'extrémité méridionale de la Plaine orientale entre les cours de l'Abatesco et de la Solenzara. Elle occupait la totalité de la vallée du Travo ainsi que la rive droite de la vallée de l'Abatesco.

### Composition
La piève de Coasina comprenait les trois communautés suivantes :
- Ornaso ;
- Ventiseri ;
- Solaro.

La communauté d'Ornaso avec ses hameaux Ania et Pinello prit le nom de Serra-di-Fiumorbo en 1800 lors la création de la commune. En 1947, la commune de Chisa fut créée par démembrement de Ventiseri.

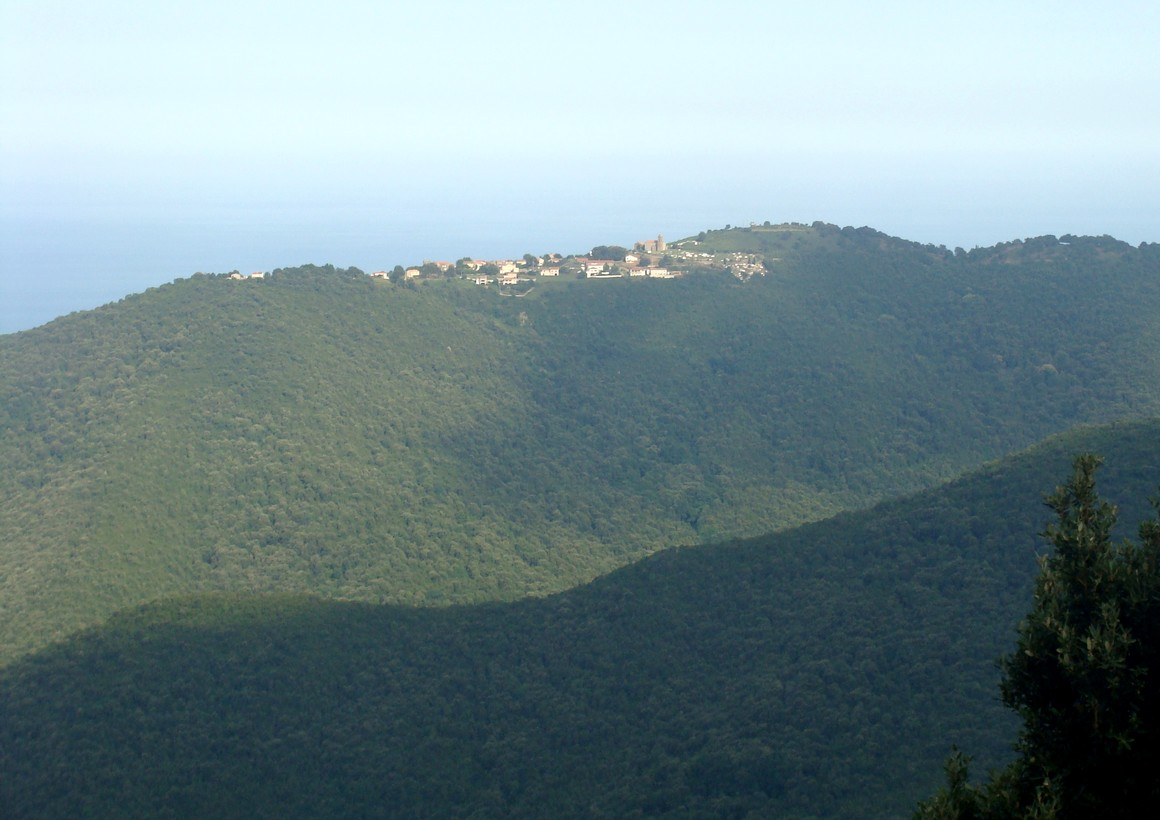
Ornaso.
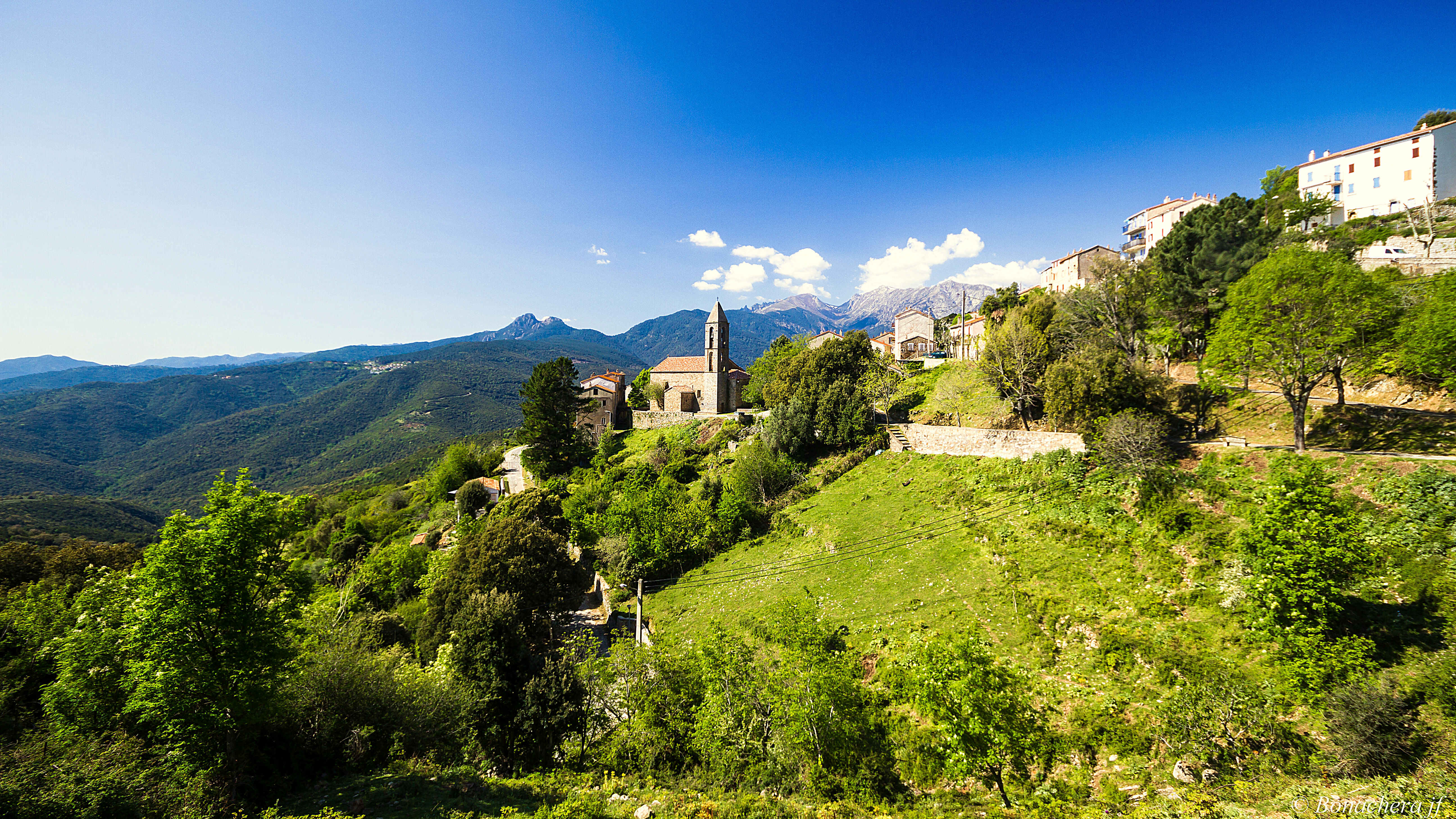
Ventiseri.
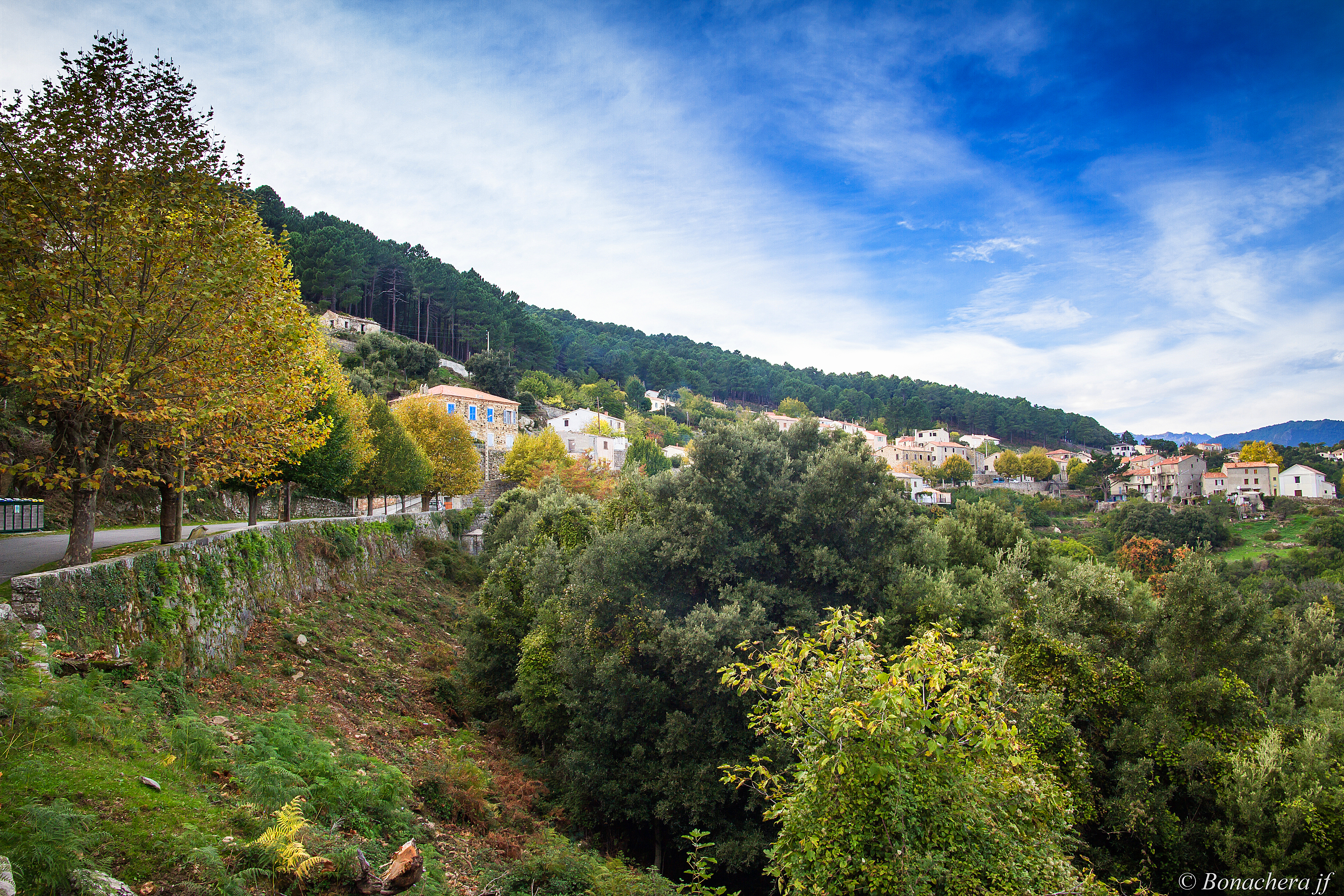
Solaro.

### Pièves limitrophes
La piève de Coasina a pour pièves voisines :

## Histoire

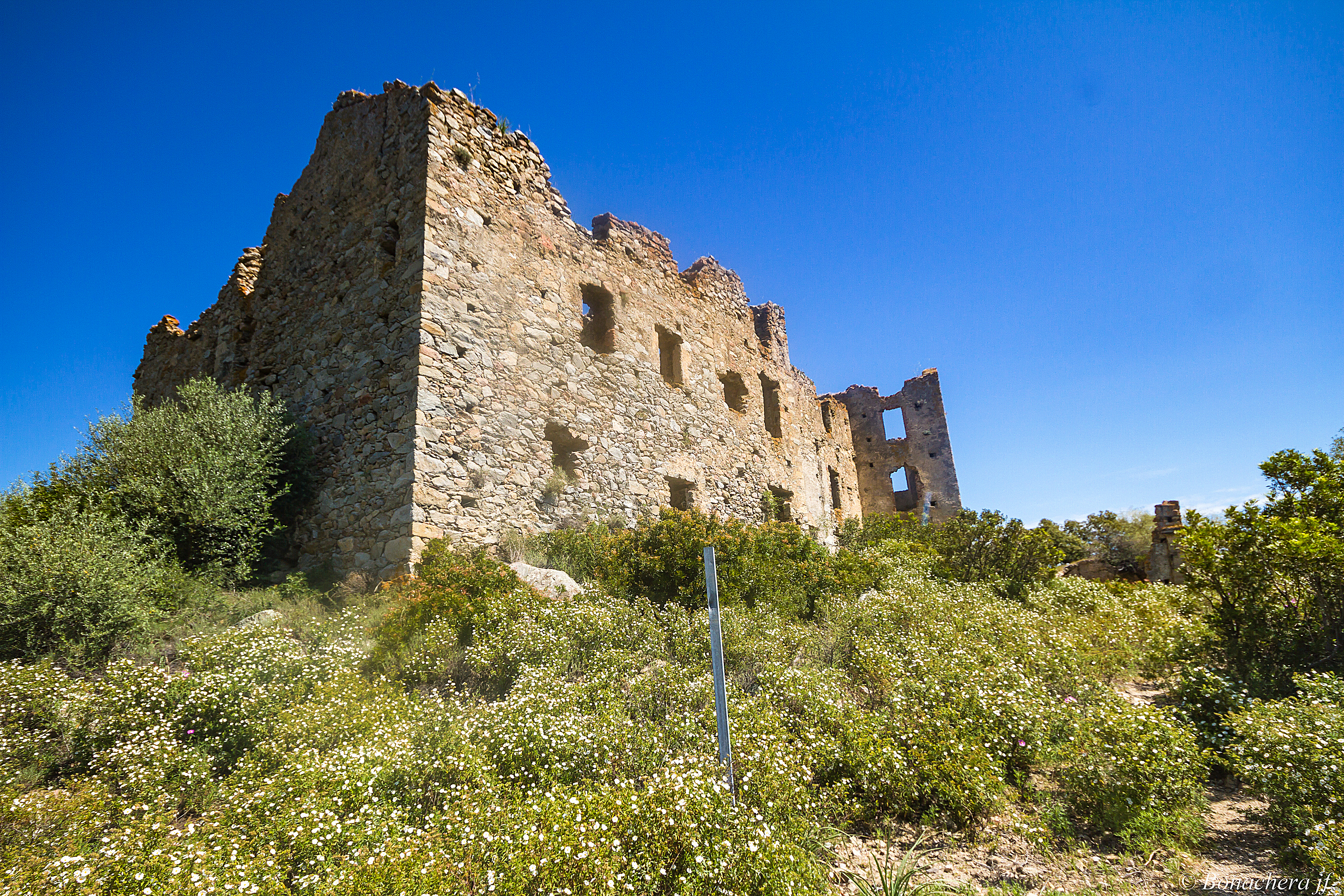
Les ruines du château de Coasina

Au XVIe siècle vers 1520, la piève de Coasina avait pour lieux habités :
- Coasina : Coasina, village ruiné à proximité du château du même nom, sur la commune de Ventiseri ;
- Ventisari : Ventiseri ;
- lo Solagio : Solaro ;
- Ornaso : Ornaso.